# KunstModeDesign Herbststrasse
Die KunstModeDesign Herbststrasse in Wien ist eine Höhere Bundeslehranstalt für Mode und künstlerische Gestaltung, die 1874 gegründet wurde. Sie bietet Bildungsangebote für verschiedene Formen des Designs in den Bereichen Mode, Kunst und Handwerk. Neben dem Abschluss mit Reifeprüfung werden mit der kaufmännischen, handwerklichen und künstlerischen Ausbildung Voraussetzungen für die Ausübung von Handwerk und Gewerbe vermittelt.

## Geschichte
Die Wiener Weltausstellung von 1873 gab den Anstoß zur Gründung der k.k. Kunststickereischule (1874), die später an das heutige Museum für angewandte Kunst angeschlossen wurde. Kunsthandwerk und  Industrie sollten durch geschulte Fachkräfte neue Impulse erhalten.
In einer Zeit, in der die Emanzipation noch in den Kinderschuhen steckte, bahnte die Schule Frauen einen Weg in die Berufswelt. Die neue Schulform hatte bald internationalen Ruf und fand rege Nachahmung in den anderen Kronländern.
Besondere Bedeutung erlangte der 1879 gegründete k.k. Zentral-Spitzenkurs. Auf der Weltausstellung des Jahres 1900 in Paris errangen die im neuen Stil gearbeiteten Spitzen („Austria-Spitze“) große Erfolge. Es folgte eine langjährige Zusammenarbeit mit der Wiener Werkstätte. Quch Dagobert Peche, einer der bedeutendsten Designer dieser Institution, entwarf zahlreiche Spitzen.
1910 wurden die k.k. Kunststickereischule, der k.k. Zentral-Spitzenkurs, eine Fachschule für Wäschewarenerzeugung, eine Gobelin-, Restaurier- und Webschule zur k.k. Zentrallehranstalt für Frauengewerbe vereinigt. Später ergänzte eine Bildungsanstalt für Frauengewerbelehrerinnen das  Schulkonglomerat, das Mädchen und Frauen in den folgenden wirtschaftlich schlechten Zeiten ein Einkommen sicherte.
Standort dieses frühen Schulzentrums war das Berufsschulgebäude in der Mollardgasse im 6. Bezirk. Schwere Bombenschäden machten im Jahr 1945 die Übersiedlung nach Ottakring, in das Haus des tschechischen Schulvereins Komensky, im 16. Wiener Bezirk, notwendig.
Im Jahr 1975 eröffnete die Herbststraße neben der dreijährigen Fachschule für Mode die ersten Jahrgänge der Höheren Lehranstalt für Mode und Bekleidungstechnik und die Höhere Lehranstalt für künstlerische Gestaltung. Die Schule führt die Traditionen der k.k. Kunststickereischule weiter, ergänzt durch das auch an männliche Jugendliche gerichtete Ausbildungsangebot in den Bereichen Holz (Möbel und Skulptur), Metall (Schmuckdesign, Kleinskulptur und Alltagsdesign), Keramik (Produktgestaltung und Plastik),  Sticken (textile Oberflächengestaltung), Textildruck (direkte und indirekte Drucktechniken) und Weben (Knüpf- und Webtechniken).
Das Ausbildungsangebot wird durch Kollegformen (Schmuck•Design und Mode•Design•Textil) für Maturanten und die Meisterschule für Mode (Bühnenkostüm und Haute Couture) ergänzt.

## Gebäude
Das Gebäude der „Tschechischen Realschule Komensky“ in der Herbststraße 104 wird 1923–27 vom österreichisch-britischen Architekten Michael Rosenauer (1884–1971) umgebaut. Der Jugendstil bleibt dabei erhalten.
Bei dem Umbau in den Jahren 1980 bis 1986, nach den Plänen von Architektin Ilse Koci, wird die Nutzfläche auf das Doppelte erweitert.

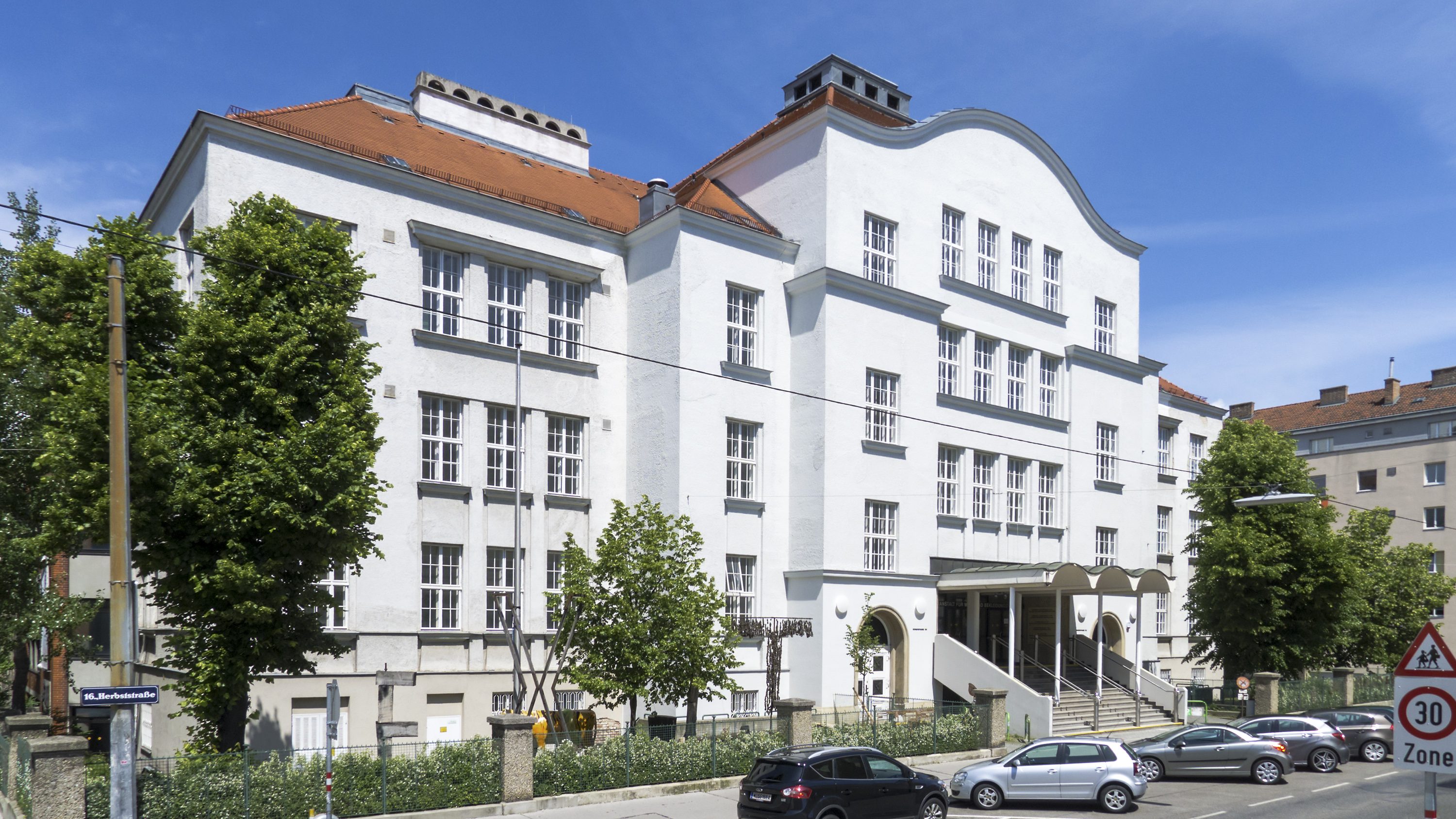
Das Gebäude an der Herbststraße
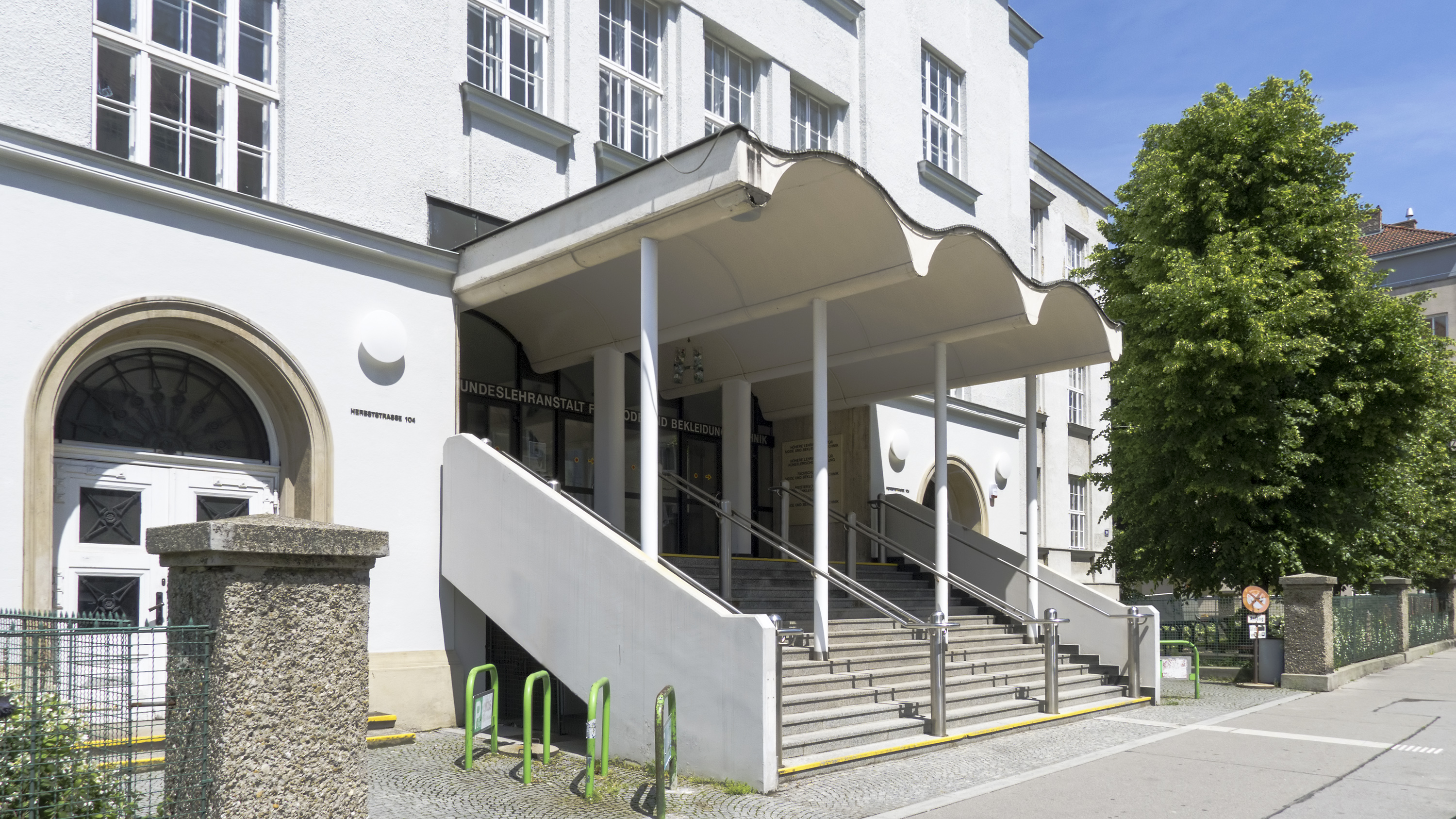
Eingangsbereich

## Schulprofil
Im Zentrum des Unterrichts stehen neben Allgemeinbildung, eine solide handwerkliche und künstlerische, sowie wirtschaftliche Ausbildung, ergänzt durch das Entwickeln und Fördern von Managementfähigkeiten, Lebenskompetenzen und das selbständige Arbeiten in Projektteams. Das Konzept der Mehrfachqualifikation soll individuelle berufliche Flexibilität ermöglichen. Die Bildungsinhalte und Schwerpunkte werden laufend dem Wandel in der Berufswelt angepasst.

## Bildungsangebot
Die KunstModeDesign Herbststrasse führt eine Modeschule und eine Kunstschule mit Ausbildungsangeboten für Jugendliche und Erwachsene. Sie bietet drei Ausbildungsangebote für Jugendliche:
- Die Höhere Lehranstalt für künstlerische Gestaltung ist eine fünfjährige künstlerische Ausbildung mit Matura. Die Vertiefung ProduktDesignTextil bietet das Arbeiten in künstlerischen Ateliers für Drucktechniken, Knüpf- und Webtechniken und Oberflächengestaltung. Darüber hinaus werden Kenntnisse im textilen Produktdesign vermittelt. Im Mittelpunkt der Vertiefung ProduktDesignObjekt steht das künstlerisch-handwerkliche Arbeiten in den Werkstätten Holz, Keramik und Metall.
- Die Höhere Lehranstalt für Mode ist eine fünfjährige design- und marketingorientierte Ausbildung mit Matura. In der Vertiefung Modemarketing & Visual Merchandising werden Marketingstrategien am Beispiel Mode erarbeitet. Im Mittelpunkt steht die Entwicklung und Umsetzung eines Marketingkonzeptes für die eigene Kollektion. Die Vertiefung Modedesign und Grafik vermittelt das Know-how vom Kreativimpuls bis zum fertigen Designprodukt.
- Die dreijährige Fachschule für Mode (mit Fachabschlussprüfung) bietet den Ausbildungsschwerpunkt Handel & kreative Fertigungstechnik an. Hier wird die Kreativität und das experimentelle Gestalten gefördert und mit dem Übungsbetrieb praxisrelevante Erfahrung gemacht.

Darüber hinaus gibt es drei Ausbildungsangebote für Erwachsene:
- Das viersemestrige Kolleg für ModeDesignTextil ist eine hochqualifizierte, viersemestrige Spezialausbildung im Kontext kontemporären Designschaffens unter dem Aspekt der Mode als Kultur und Gesellschaftsphänomen. Studierende schließen mit einer Diplomprüfung ab. Voraussetzung: Matura
- Das Abendkolleg Kunst für SchmuckDesign ist eine sechssemestrige kunst- und designorientierte Schmuckausbildung mit handwerklich-gestalterischem Schwerpunkt. Dieses Ausbildungsangebot hat ein Alleinstellungsmerkmal und ist eine Unikatsausbildung in Österreich. Studierende schließen mit einer Diplomprüfung ab. Voraussetzung: Matura
- Die Meisterschule für Damenkleidermacher mit den Schwerpunkten Haute Couture und Bühnenkostüm ist Österreichs einzige Ausbildung zur Vorbereitung auf die Meisterprüfung.

## Internationalität
Die Schule betreibt Kooperationen mit nationalen und internationalen Bildungseinrichtungen, Partnerinstitutionen und Unternehmen. Die Möglichkeit der Inanspruchnahme von internationalen Schüleraustauschprogrammen wird ebenso forciert wie die Absolvierung von branchenspezifischen Pflichtpraktika im internationalen Sektor. Auch (inter-)nationale Fach- und Sprachreisen im Kontext der Mode- und Kunstausbildung sind Bestandteil der Ausbildungsangebote.

## Bekannte Absolventen der Mode-Ausbildung
- Thomas Kirchgrabner
- Michel Mayer
- Erika Navas (* 1959)
- Sandra Thaler und Annette Prechtl (Elfenkleid)

## Bekannte Absolventen der Kunst-Ausbildung
- Lena Schilling (* 2001), Klimaaktivistin

- Christine und Irene Hohenbüchler
- Gerlinde Thuma
- Birgit Knöchl
- Karin Altmann